# Enkellogaritmische weergave

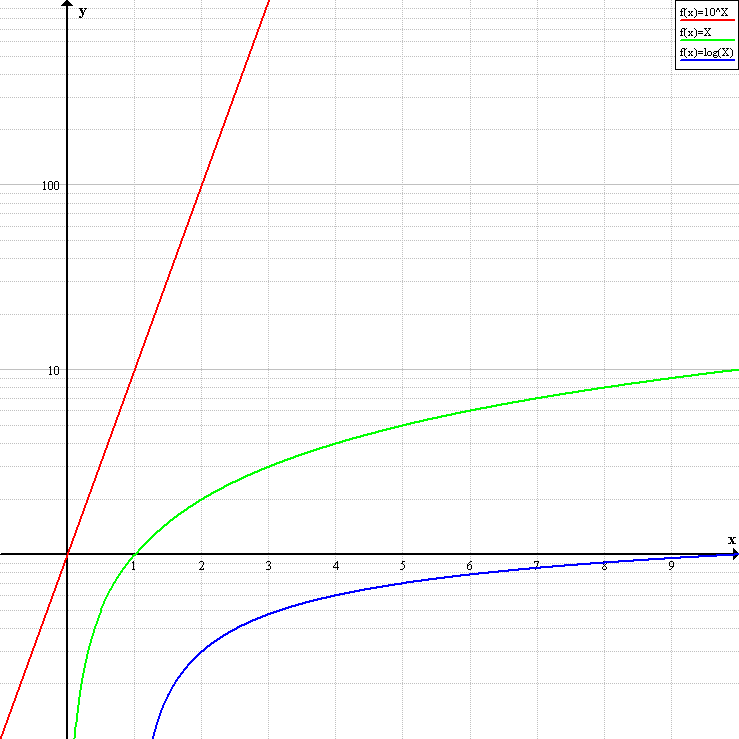
de grafieken van y=x (groen), y=10^{x} (rood) en y=log(x) (blauw) in enkellogaritmische weergave

Bij een visuele voorstelling in een plat vlak van verzamelingen getallenparen (zoals een grafiek van een of meer functies of een puntenwolk) wordt soms een enkellogaritmische weergave toegepast. Een van beide assen heeft dan een logaritmische schaalverdeling. Hierdoor kunnen met gelijke relatieve precisie heel grote en heel kleine waarden langs die as worden weergegeven. Voor het nauwkeurig aflezen worden, in aanvulling op de schaalverdeling langs de assen, eventueel horizontale en verticale lijnen getekend, zoals in de afbeelding.
Bij het met de hand tekenen wordt vaak (enkel)logaritmisch papier gebruikt, waarop de genoemde horizontale en verticale lijnen zijn voorgedrukt. Daardoor hoeven geen logaritmen te worden berekend bij het intekenen.